# Dongnimmun (metropolitana di Seul)
Dongnimmun (독립문역 - 独立門驛, Dongnimmun-yeok) è una stazione della metropolitana di Seul servita dalla linea 3 della metropolitana di Seul.
Si trova nel quartiere di Seodaemun-gu, e nelle vicinanze sono presenti il portale dell'Indipendenza e l'ex prigione di Seodaemun, ora adibita a museo. La stazione è decorata con un tema che rappresenta la bandiera coreana Taegukgi.

## Linee
Seoul Metro
● Linea 3 (Codice: 326)

## Struttura
La fermata della linea 3 è costituita da una banchina centrale con due binari passanti protetti da porte di banchina.
| Direzione Daehwa | ● Linea 3 | per Gupabal, Daegok e Daehwa                            |
| Direzione Ogeum  | ● Linea 3 | per Jongno 3-ga, Gosok-Terminal, Yangjae, Suseo e Ogeum |

## Stazioni adiacenti
| «       | Servizio | »             |
| Linea 3 | Linea 3  | Linea 3       |
| ------- | -------- | ------------- |
| Muakjae | -        | Gyeongbokgung |